# Antonio Salviati
Antonio Salviati (Vicenza, 18 marzo 1816 – Vicenza, 25 gennaio 1890) è stato un imprenditore italiano, fra i principali artefici della rinascita del vetro veneziano.

## Biografia

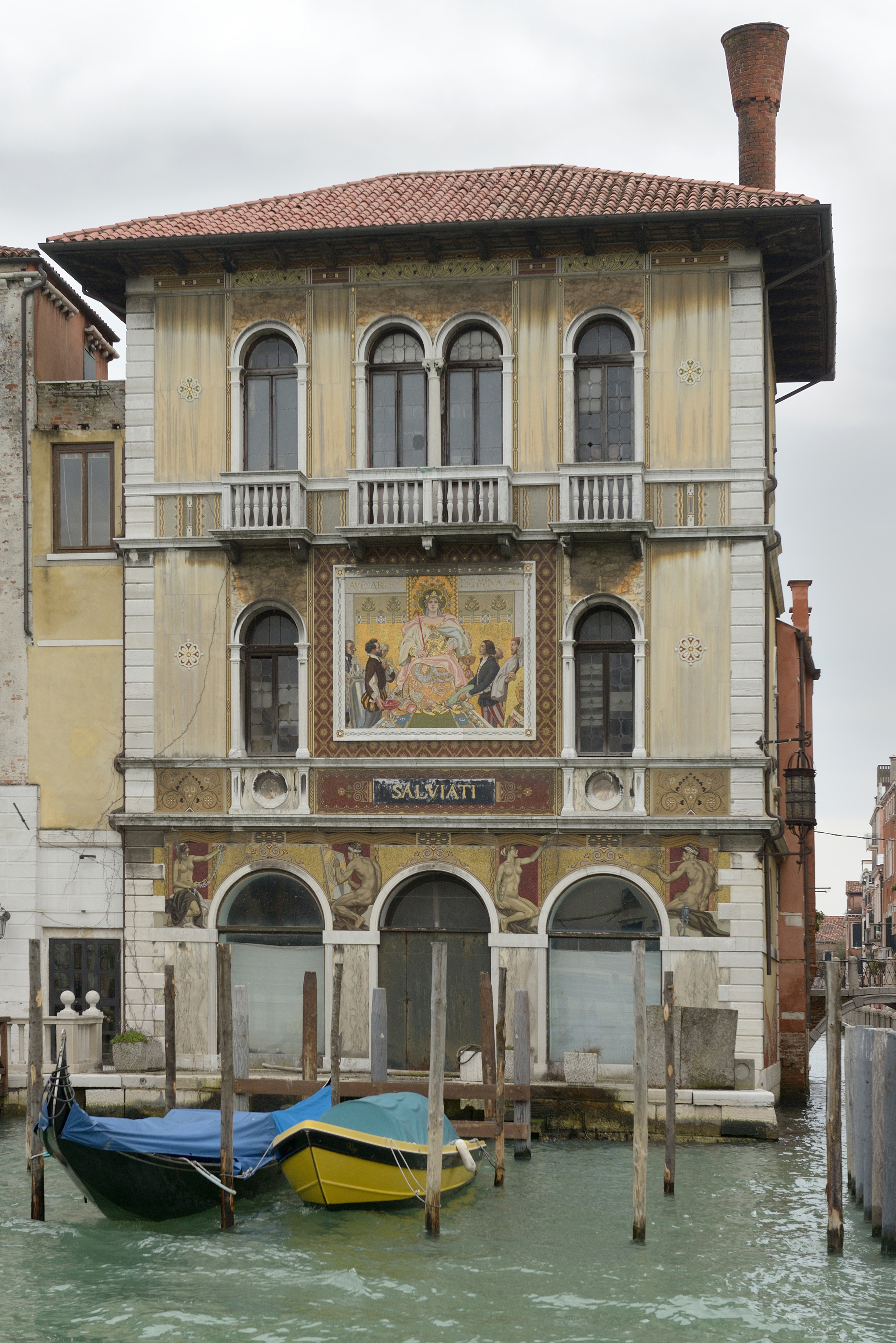
Il Palazzo Salviati sede del negozio Salviati a Venezia

Nato a Vicenza nel 1816, laureato in legge, da imprenditore comprese prima di altri le potenzialità del vetro veneziano.
Dopo la laurea, fonda nel 1859 la ditta individuale Salviati dott. Antonio fu Bartolomeo, attiva nella produzione dei mosaici, con sede nel Sestriere Dorsoduro 731, a Venezia. L'impresa di Salviati suscita l'interesse del sindaco di Murano, Antonio Colleoni, e dell'abate Vincenzo Zanetti: nel 1861 viene aperta una Scuola festiva di disegno per gli operai delle fornaci, mentre tre anni dopo, con l'obiettivo di rilanciare la produzione locale nel panorama internazionale, si svolge la prima Esposizione vetraria muranese. Salviati è ormai avviato verso un doppio business: da un lato, la produzione di mosaici, dall'altro, le novità rappresentate dalle opere vetrarie; con l'impresa Salviati e Compagno produce mosaici monumentali e vetri soffiati, impiegando 100 uomini e 25 fanciulli. I mosaici, che hanno ottenuto un grande successo alle esposizioni di Parigi (Tourgan), sono venduti in Italia, Francia, Germania, Inghilterra e Stati Uniti.
Nel tentativo di ovviare alla cronica mancanza di capitali, Salviati intraprende un viaggio in Inghilterra alla ricerca di finanziatori. La tradizione veneziana riscuote successo anche al di là della Manica e l'imprenditore è così in grado di costituire, nel 1866, la Salviati & C., grazie alla partecipazione dell'archeologo e diplomatico sir Austen Henry Layard e dello storico e antiquario londinese sir William Drake. La sede è localizzata su una sponda del rio dei Vetrai, a Murano. Qualche anno dopo la società muta il nome in The Venice & Murano Glass and Mosaic Co. Ltd, aprendo allo stesso tempo alcuni negozi per la vendita diretta a Venezia e a Londra.
Il sodalizio anglo-italiano non dura però a lungo; a causa di una divergenza di visioni strategiche, la Venice & Murano Glass si scioglie e l'imprenditore vicentino dà allora vita a due aziende distinte. Mentre la Salviati & C. si dedica alla sola produzione di smalti e mosaici, la Salviati dott. Antonio si specializza nella produzione dei vetri soffiati. Alla fine degli anni settanta dell'Ottocento Salviati dà prova delle sue competenze tecniche: è grazie a lui che si scopre il procedimento per la produzione del vetro "avventurina" (oltre al "vetro di una fiamma" e al vetro opalino); questo prodotto è ottenuto da una pasta cristallina lucida, al cui interno sono immersi pagliuzze o cristalli di rame con ossidi metallici brillanti, creando così un effetto che imita quello del quarzo avventurina.
All'innovazione di prodotto Salviati affianca in questi anni una ristrutturazione aziendale: all'interno della società fanno il loro ingresso il tecnico Antonio Camozzo e la famiglia Barovier (che avvierà in seguito, nel 1896, un'impresa autonoma, la Artisti Barovier); applica inoltre nei luoghi di lavoro un rigido regolamento (fatto di orari, stili di comportamento, regole di decoro) che richiama i tradizionali strumenti di disciplinamento in uso nelle fabbriche della prima rivoluzione industriale.
Quando Antonio Salviati muore, nel 1890, è considerato il principale artefice della rinascita del settore del vetro veneziano. L'impresa vetraria che porta il nome del fondatore viene ereditata dai figli Giulio e Silvio, che la trasformano in accomandita semplice, e continua l'attività per soli quattro anni. La Salviati & C., invece, grazie anche al lavoro del direttore Maurizio Camerino, viene trasformata in impresa in nome collettivo e continua la tradizione familiare negli anni successivi.
Dopo le difficoltà dovute alle vicende belliche, nel 1927 l'impresa viene trasformata in società per azioni; nonostante alcune partecipazioni alla Biennale, i duri anni della seconda guerra mondiale ne provocarono il crollo. La ripresa arriva solamente negli anni cinquanta del Novecento, quando a capo dell'azienda torna Renzo Camerino, figlio di Maurizio, che si impegna in un lungo lavoro di ristrutturazione. La direzione artistica viene allora affidata a Luciano Gaspari; l'apertura di nuovi impianti e fornaci permette finalmente all'impresa di competere sui mercati nazionali e internazionali. Nel 1987 viene acquisita dal gruppo Ferruzzi tramite la finanziaria personale di Raul Gardini (la Gardinia), che qualche anno prima aveva acquistato la Venini spa, altra azienda leader del settore vetrario muranese.
Salviati eseguì mosaici in vetro in quasi tutte le principali città europee, tra cui i mosaici della Colonna della Vittoria di Berlino progettati da Anton von Werner. In Germania, i mosaici di vetro venivano utilizzati principalmente sulle facciate delle case e spesso erano preferiti ai dipinti per la loro resistenza alle intemperie. A Heringsdorf, sull'isola baltica di Usedom, Salviati realizzò il mosaico del frontone della Villa Oechsler ed a Düsseldorf il mosaico del portale del trionfo della Alte Kunsthalle. In Francia, fece le grandi decorazioni in mosaico di vetro dell'Opera di Parigi, nell'abside del Pantheon di Parigi e nella chiesa di Notre-Dame de la Garde a Marsiglia. L'azienda ha anche fornito lavori, in parte elaborati, per la cappella del Castello di Windsor, la Cattedrale di San Paolo e la Hall del Palazzo di Westminster, nonché per l'Abbazia di Westminster a Londra.